# Vancouver Olympic/Paralympic Centre
Il Vancouver Olympic/Paralympic Centre è uno stadio di curling situato a Hillcrest Park, Vancouver, Columbia Britannica. La costruzione è cominciata nel marzo 2007 e, due anni dopo, pur non essendo ancora terminato, ha ospitato i Campionati del mondo di curling junior.
L'impianto, capace di 6 000 posti, ha ospitato inoltre le partire di curling dei XXI Giochi olimpici invernali e di curling su sedia a rotelle dei X Giochi paralimpici invernali.